# Établissements Peugeot Frères
‌
Les Établissements Peugeot Frères est une holding française contrôlée par les héritiers de la famille Peugeot, créée en 1851. Son principal actif est une participation de 80 % dans Peugeot Invest (ex-FFP), la société d'investissement de la famille Peugeot. Peugeot 1810, la filiale commune à Établissements Peugeot Frères et Peugeot Invest détient quant à elle 7,2 % de Stellantis et 3,1 % de Faurecia. 
Peugeot Frères Industrie, filiale à 100% des Établissements Peugeot Frères, a pour mission, au travers de ses filiales, licences et projets, de poursuivre le développement de la marque Peugeot, née en 1810, hors construction automobile.

## Historique
En 1851, la société « Peugeot Frères Aînés et Cie » dirigée par les fils de Jean-Pierre II, qui succèdent à leur père, devient les « Établissements Peugeot Frères » et élargit ses fabrications.
En 1892, « Établissements Peugeot Frères » devient « les Fils de Peugeot Frères » et Armand Peugeot veut développer la construction automobile alors que son cousin Eugène Ier reste hostile à cette invention à laquelle il ne croit pas.
Le 2 avril 1896, Armand Peugeot se sépare des activités de « les Fils de Peugeot Frères » et fonde la « Société des Automobiles Peugeot » avec des usines à Audincourt et à Lille, alors qu'Eugène Ier avec « les Fils de Peugeot Frères » continue à fabriquer des bicyclettes, motos, tricycles et quadricycles avec ou sans moteur et également des outils, des articles ménagers, des moulins à café, etc.
En février 1910, la société « les Fils de Peugeot Frères » fusionne à nouveau avec « Automobiles Peugeot » d'Armand Peugeot pour créer la « Société anonyme des Automobiles et Cycles Peugeot ».
En 1957, la holding « Établissements Peugeot Frères » est recréée.
En 1966, la holding Peugeot SA, qui deviendra le PSA Peugeot Citroën, puis le Groupe PSA, regroupe en une seule entité l'ensemble des activités Peugeot (Automobiles Peugeot, Cycles Peugeot, etc).
Au 30 juin 2020, Établissements Peugeot Frères détient 80 % du groupe FFP, 20 % correspondant à du flottant. Le principal actif du groupe FFP est une participation de 9 % dans le capital du Groupe PSA (la famille détiendrait par divers biais environ 13 % du capital).
En septembre 2020, les Établissements Peugeot Frères et FFP, devenue depuis Peugeot Invest transfèrent l'intégralité de leurs titres dans le Groupe PSA à leur filiale commune Maillot I, devenue Peugeot 1810, détenue à 76,5 % par le groupe FFP et à 23,5 % par Établissements Peugeot Frères,. Cette filiale détient alors 7,2 % de Stellantis, né de la fusion entre le Groupe PSA et Fiat Chrysler Automobiles en janvier 2021.
Le 22 février 2021, le groupe FFP et les Établissements Peugeot Frères annoncent leur intention de renommer leur filiale commune Maillot I, en « Peugeot 1810 ». Le même jour, le groupe FFP annonce son changement de dénomination en Peugeot Invest,.

## Activités

### Organisation des activités
|                 |                 |                 |                 |                                                  |                                                  |                                                  |                                                  |                                                          |                                                          |                                                          |                                                          |                                                          |                                                          |                    |                    | Établissements Peugeot Frères (EPF) Président : Frédéric Banzet |                    |  |  |                 |                 |                        |                        |                        |                        |                        |                        |                        |                        |                                                                |                                                                |                                                                |                                                                |                                                                |                                                                |                    |                    |                              |                              |                              |                              |                              |                              |  |  |  |  |  |  |  |  |  |  |  |  |  |  |  |  |  |  |  |  |  |  |  |  |
|                 |                 |                 |                 |                                                  |                                                  |                                                  |                                                  |                                                          |                                                          |                                                          |                                                          |                                                          |                                                          |                    |                    |                                                                 |                    |  |  |                 |                 |                        |                        |                        |                        |                        |                        |                        |                        |                                                                |                                                                |                                                                |                                                                |                                                                |                                                                |                    |                    |                              |                              |                              |                              |                              |                              |  |  |  |  |  |  |  |  |  |  |  |  |  |  |  |  |  |  |  |  |  |  |  |  |
|                 |                 |                 |                 |                                                  |                                                  |                                                  |                                                  |                                                          |                                                          |                                                          |                                                          |                                                          |                                                          |                    |                    |                                                                 |                    |  |  |                 |                 |                        |                        |                        |                        |                        |                        |                        |                        |                                                                |                                                                |                                                                |                                                                |                                                                |                                                                |                    |                    |                              |                              |                              |                              |                              |                              |  |  |  |  |  |  |  |  |  |  |  |  |  |  |  |  |  |  |  |  |  |  |  |  |
|                 |                 |                 |                 | Peugeot Invest (80 %) Président : Robert Peugeot | Peugeot Invest (80 %) Président : Robert Peugeot | Peugeot Invest (80 %) Président : Robert Peugeot | Peugeot Invest (80 %) Président : Robert Peugeot | Peugeot Invest (80 %) Président : Robert Peugeot         | Peugeot Invest (80 %) Président : Robert Peugeot         |                                                          |                                                          |                                                          |                                                          |                    |                    |                                                                 |                    |  |  |                 |                 |                        |                        |                        |                        |                        |                        |                        |                        | Peugeot Frères Industrie (100 %) Président : Christian Peugeot | Peugeot Frères Industrie (100 %) Président : Christian Peugeot | Peugeot Frères Industrie (100 %) Président : Christian Peugeot | Peugeot Frères Industrie (100 %) Président : Christian Peugeot | Peugeot Frères Industrie (100 %) Président : Christian Peugeot | Peugeot Frères Industrie (100 %) Président : Christian Peugeot |                    |                    |                              |                              |                              |                              |                              |                              |  |  |  |  |  |  |  |  |  |  |  |  |  |  |  |  |  |  |  |  |  |  |  |  |
|                 |                 |                 |                 | Peugeot Invest (80 %) Président : Robert Peugeot | Peugeot Invest (80 %) Président : Robert Peugeot | Peugeot Invest (80 %) Président : Robert Peugeot | Peugeot Invest (80 %) Président : Robert Peugeot | Peugeot Invest (80 %) Président : Robert Peugeot         | Peugeot Invest (80 %) Président : Robert Peugeot         |                                                          |                                                          |                                                          |                                                          |                    |                    |                                                                 |                    |  |  |                 |                 |                        |                        |                        |                        |                        |                        |                        |                        | Peugeot Frères Industrie (100 %) Président : Christian Peugeot | Peugeot Frères Industrie (100 %) Président : Christian Peugeot | Peugeot Frères Industrie (100 %) Président : Christian Peugeot | Peugeot Frères Industrie (100 %) Président : Christian Peugeot | Peugeot Frères Industrie (100 %) Président : Christian Peugeot | Peugeot Frères Industrie (100 %) Président : Christian Peugeot |                    |                    |                              |                              |                              |                              |                              |                              |  |  |  |  |  |  |  |  |  |  |  |  |  |  |  |  |  |  |  |  |  |  |  |  |
|                 |                 |                 |                 |                                                  |                                                  |                                                  |                                                  |                                                          |                                                          |                                                          |                                                          |                                                          |                                                          |                    |                    |                                                                 |                    |  |  |                 |                 |                        |                        |                        |                        |                        |                        |                        |                        |                                                                |                                                                |                                                                |                                                                |                                                                |                                                                |                    |                    |                              |                              |                              |                              |                              |                              |  |  |  |  |  |  |  |  |  |  |  |  |  |  |  |  |  |  |  |  |  |  |  |  |
| Divers sociétés | Divers sociétés | Divers sociétés | Divers sociétés | Divers sociétés                                  | Divers sociétés                                  |                                                  |                                                  | Peugeot 1810 (75,5 % par Peugeot Invest, 23,5 % par EPF) | Peugeot 1810 (75,5 % par Peugeot Invest, 23,5 % par EPF) | Peugeot 1810 (75,5 % par Peugeot Invest, 23,5 % par EPF) | Peugeot 1810 (75,5 % par Peugeot Invest, 23,5 % par EPF) | Peugeot 1810 (75,5 % par Peugeot Invest, 23,5 % par EPF) | Peugeot 1810 (75,5 % par Peugeot Invest, 23,5 % par EPF) |                    |                    |                                                                 |                    |  |  |                 |                 | Peugeot Saveurs (80 %) | Peugeot Saveurs (80 %) | Peugeot Saveurs (80 %) | Peugeot Saveurs (80 %) | Peugeot Saveurs (80 %) | Peugeot Saveurs (80 %) |                        |                        | Groupe Sigma (13,5 %)                                          | Groupe Sigma (13,5 %)                                          | Groupe Sigma (13,5 %)                                          | Groupe Sigma (13,5 %)                                          | Groupe Sigma (13,5 %)                                          | Groupe Sigma (13,5 %)                                          |                    |                    | Bretagne Céramique Industrie | Bretagne Céramique Industrie | Bretagne Céramique Industrie | Bretagne Céramique Industrie | Bretagne Céramique Industrie | Bretagne Céramique Industrie |  |  |  |  |  |  |  |  |  |  |  |  |  |  |  |  |  |  |  |  |  |  |  |  |
| Divers sociétés | Divers sociétés | Divers sociétés | Divers sociétés | Divers sociétés                                  | Divers sociétés                                  |                                                  |                                                  | Peugeot 1810 (75,5 % par Peugeot Invest, 23,5 % par EPF) | Peugeot 1810 (75,5 % par Peugeot Invest, 23,5 % par EPF) | Peugeot 1810 (75,5 % par Peugeot Invest, 23,5 % par EPF) | Peugeot 1810 (75,5 % par Peugeot Invest, 23,5 % par EPF) | Peugeot 1810 (75,5 % par Peugeot Invest, 23,5 % par EPF) | Peugeot 1810 (75,5 % par Peugeot Invest, 23,5 % par EPF) |                    |                    |                                                                 |                    |  |  |                 |                 | Peugeot Saveurs (80 %) | Peugeot Saveurs (80 %) | Peugeot Saveurs (80 %) | Peugeot Saveurs (80 %) | Peugeot Saveurs (80 %) | Peugeot Saveurs (80 %) |                        |                        | Groupe Sigma (13,5 %)                                          | Groupe Sigma (13,5 %)                                          | Groupe Sigma (13,5 %)                                          | Groupe Sigma (13,5 %)                                          | Groupe Sigma (13,5 %)                                          | Groupe Sigma (13,5 %)                                          |                    |                    | Bretagne Céramique Industrie | Bretagne Céramique Industrie | Bretagne Céramique Industrie | Bretagne Céramique Industrie | Bretagne Céramique Industrie | Bretagne Céramique Industrie |  |  |  |  |  |  |  |  |  |  |  |  |  |  |  |  |  |  |  |  |  |  |  |  |
|                 |                 |                 |                 |                                                  |                                                  |                                                  |                                                  |                                                          |                                                          |                                                          |                                                          |                                                          |                                                          |                    |                    |                                                                 |                    |  |  |                 |                 |                        |                        |                        |                        |                        |                        |                        |                        |                                                                |                                                                |                                                                |                                                                |                                                                |                                                                |                    |                    |                              |                              |                              |                              |                              |                              |  |  |  |  |  |  |  |  |  |  |  |  |  |  |  |  |  |  |  |  |  |  |  |  |
|                 |                 |                 |                 | Faurecia (3,14 %)                                | Faurecia (3,14 %)                                | Faurecia (3,14 %)                                | Faurecia (3,14 %)                                | Faurecia (3,14 %)                                        | Faurecia (3,14 %)                                        |                                                          |                                                          | Stellantis (7,2 %)                                       | Stellantis (7,2 %)                                       | Stellantis (7,2 %) | Stellantis (7,2 %) | Stellantis (7,2 %)                                              | Stellantis (7,2 %) |  |  |                 |                 |                        |                        |                        |                        |                        |                        |                        |                        | Peugeot Outillage                                              | Peugeot Outillage                                              | Peugeot Outillage                                              | Peugeot Outillage                                              | Peugeot Outillage                                              | Peugeot Outillage                                              |                    |                    |                              |                              |                              |                              |                              |                              |  |  |  |  |  |  |  |  |  |  |  |  |  |  |  |  |  |  |  |  |  |  |  |  |
|                 |                 |                 |                 | Faurecia (3,14 %)                                | Faurecia (3,14 %)                                | Faurecia (3,14 %)                                | Faurecia (3,14 %)                                | Faurecia (3,14 %)                                        | Faurecia (3,14 %)                                        |                                                          |                                                          | Stellantis (7,2 %)                                       | Stellantis (7,2 %)                                       | Stellantis (7,2 %) | Stellantis (7,2 %) | Stellantis (7,2 %)                                              | Stellantis (7,2 %) |  |  |                 |                 |                        |                        |                        |                        |                        |                        |                        |                        | Peugeot Outillage                                              | Peugeot Outillage                                              | Peugeot Outillage                                              | Peugeot Outillage                                              | Peugeot Outillage                                              | Peugeot Outillage                                              |                    |                    |                              |                              |                              |                              |                              |                              |  |  |  |  |  |  |  |  |  |  |  |  |  |  |  |  |  |  |  |  |  |  |  |  |
|                 |                 |                 |                 |                                                  |                                                  |                                                  |                                                  |                                                          |                                                          |                                                          |                                                          |                                                          |                                                          |                    |                    |                                                                 |                    |  |  |                 |                 |                        |                        |                        |                        |                        |                        |                        |                        |                                                                |                                                                |                                                                |                                                                |                                                                |                                                                |                    |                    |                              |                              |                              |                              |                              |                              |  |  |  |  |  |  |  |  |  |  |  |  |  |  |  |  |  |  |  |  |  |  |  |  |
|                 |                 |                 |                 |                                                  |                                                  |                                                  |                                                  |                                                          |                                                          |                                                          |                                                          | Peugeot (100 %)                                          | Peugeot (100 %)                                          | Peugeot (100 %)    | Peugeot (100 %)    | Peugeot (100 %)                                                 | Peugeot (100 %)    |  |  | Citroën (100 %) | Citroën (100 %) | Citroën (100 %)        | Citroën (100 %)        | Citroën (100 %)        | Citroën (100 %)        |                        |                        | Cycles Peugeot (100 %) | Cycles Peugeot (100 %) | Cycles Peugeot (100 %)                                         | Cycles Peugeot (100 %)                                         | Cycles Peugeot (100 %)                                         | Cycles Peugeot (100 %)                                         |                                                                |                                                                | Peugeot Motocycles | Peugeot Motocycles | Peugeot Motocycles           | Peugeot Motocycles           | Peugeot Motocycles           | Peugeot Motocycles           |                              |                              |  |  |  |  |  |  |  |  |  |  |  |  |  |  |  |  |  |  |  |  |  |  |  |  |

### Activité d'investissement
Les Établissements Peugeot Frères détiennent 80 % du capital de Peugeot Invest (ex-FFP), la société d'investissement de la famille Peugeot.
À travers une filiale commune, Peugeot 1810, les Établissements Peugeot Frères et Peugeot Invest détiennent une part de 7,2 % dans le capital de Stellantis.
Peugeot Invest possède des participations minoritaires dans plusieurs sociétés industrielles françaises dont Orpea, Lisi, le Groupe SEB, Spie, des co-investissements comme Ÿnsect ou JAB Holding et des fonds de capital-investissement.

### Arts de la table et électroménager
Le premier moulin Peugeot, un moulin à café, le modèle R, fabriqué en bois et tôle, décliné en 10 tailles différentes est créé en 1840. Jusqu'en 1870, il est appelé « Modèle ordinaire ».
Peugeot révolutionne l’art de la table en 1874 avec son premier moulin à poivre miniaturisé pour être mis sur la table, le modèle Z. Il devient le symbole d’un art de vivre, celui des cafés et bistros à la française à la renommée mondiale. Ce moulin en bois est équipé du mécanisme à poivre Peugeot. Il est toujours commercialisé aujourd'hui.
En 1867, la marque se lance dans la fabrication de machines à coudre. Leur production cessera à l'aube de la Seconde Guerre mondiale.
Au milieu des années 1920, Peugeot investit les foyers avec ses machines à laver le linge. Il existe trois modèles : « de ville » pour fourneau à gaz, cuisinière ou réchaud, « de campagne » avec foyer fonctionnant au bois ou au charbon, et « hôtelier » de très grande capacité.
Dans la période d’entre-deux-guerres, des meubles ont également fait leur apparition mais, l’histoire du lion sera beaucoup plus marquée, à cette époque, par la fabrication des postes de radio.
Dans les années 1930, Jean-Pierre Peugeot visite les usines automobiles américaines. Lors d'un grand banquet, on lui fait remarquer que, dans la salle où il se trouve, tout est américain. « Presque tout » répond le patron français en empoignant le moulin à poivre de table « Sauf ceci qui est français ». Et, le retournant, d'ajouter « Et Peugeot en plus ! ».
Toujours soucieux d'améliorer le confort des ménages, Peugeot lance de nombreux accessoires électroménagers, dont le révolutionnaire robot multifonction Peugimix.
En 1966, Peugeot crée l'évenement en sortant le premier lave-vaisselle. La production a rapidement été arrêtée car les ventes ne décollaient pas.
En 1996, Peugeot franchit le seuil d'un million de moulins vendus dans l'année dans le monde entier.
En 1992, Jean-Claude Fornage dirige une usine de la société Stanley à Besançon. Celle-ci fabrique entre autres activités des noix ou mécanismes de moulins à poivre et à sel. Il redéploie alors cette activité et relance les moulins Peugeot. La nouvelle société est baptisée PSP, pour « Poivrières Salières Production ».Les Établissements Peugeot Frères détiennent alors 27 % du capital de PSP. La société est placée en redressement judiciaire en décembre 2012.
Le 16 juin 2014, la sortie de la situation de redressement judiciaire est prononcée par le tribunal de commerce de Besançon le 16 juin 2014. PSP se relance, et une montée au capital d'Établissements Peugeot Frères à 80 % s'opère au mois d’avril de la même année. Thierry Mabille de Poncheville, alors directeur général délégué d'Établissements Peugeot Frères, est nommé à la tête du conseil d'administration.
En novembre 2017, Poivrières Salières Production (PSP) est rebaptisée Peugeot Saveurs.
Le développement de la marque Peugeot hors automobile est aujourd'hui porté par Peugeot Frères Industrie, filiale à 100% d'Etablissements Peugeot Frères.

### Outillage

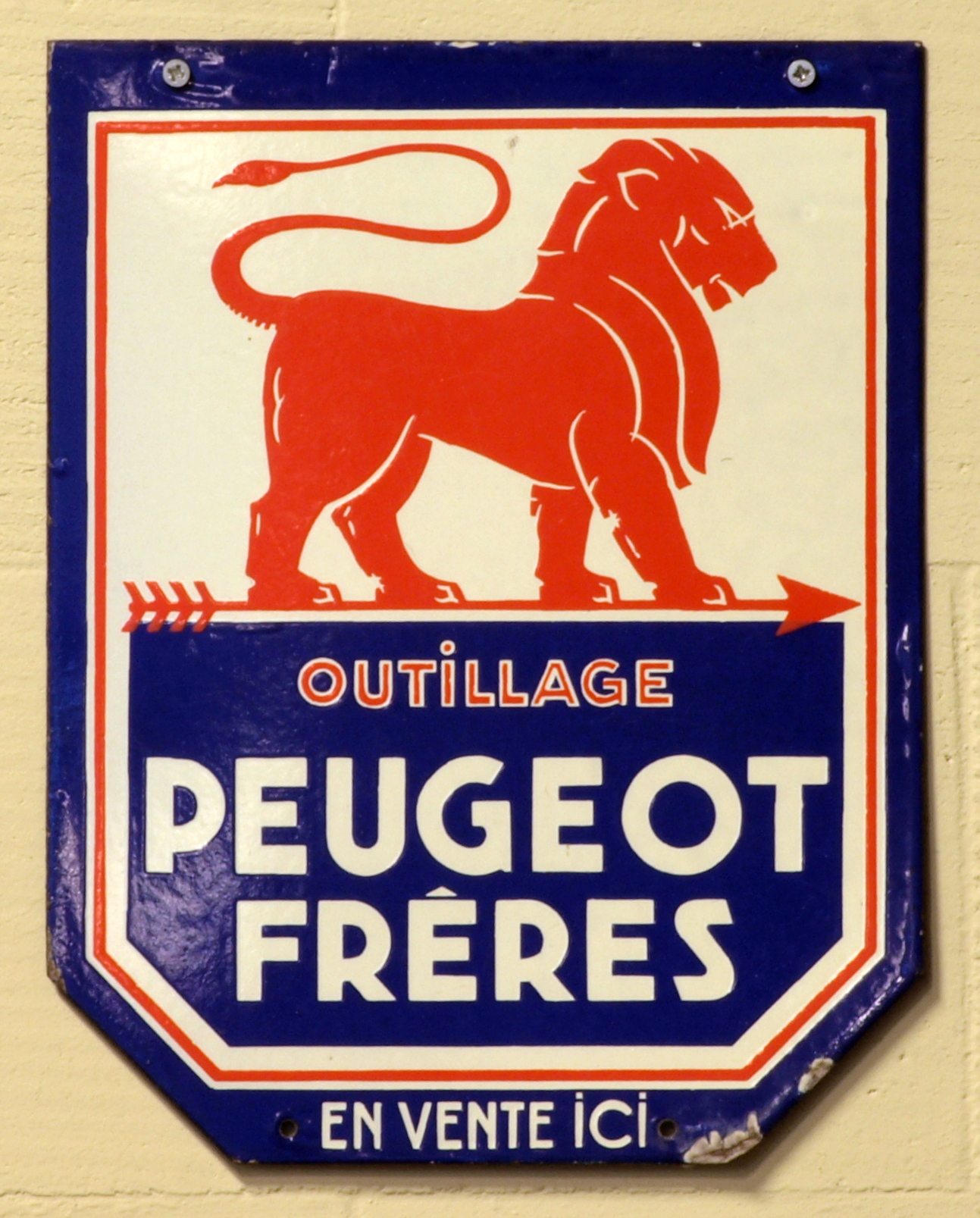
Peugeot Frères
Outillage

1810 marque le début de la vocation industrielle de la famille Peugeot. Les deux frères aînés Jean Pierre et Jean Frédéric Peugeot transforment le moulin de Sous-Cratet (Doubs), hérité de leurs ancêtres meuniers, en fonderie d'acier. Ils produisent des rubans d'acier fins et des ressorts. Les premières scies Peugeot, dont la fabrication débute, obtiennent en 1812 la médaille d'or de première classe pour leur qualité et leur prix, distinction décernée par la Société d'encouragement pour l'industrie nationale. En 1818 : un premier dépôt de brevet ouvre l'ère de la fabrication des outils et en particulier des scies : le brevet couvre le procédé de laminage à froid, à chaud, le recuit, le redressage et l'aplatissage des lames de scies.
Le symbole du Lion apparaît en 1850 sur les lames de scies. Il doit symboliser les qualités des outils Peugeot : résistance des dents, souplesse des lames, rapidité de coupe.
En octobre 2017, les Établissements Peugeot Frères annoncent augmenter leur participation de 13,5 % au capital du groupe Sigma, spécialisée dans la conception et la distribution d'équipements d'outillage pour particuliers et dont la filiale MPO détient le droit d'apposer la marque Peugeot sur ses produits depuis 2010,.
MPO est alors renommée Peugeot Outillage.
Peugeot Frères Industrie fait l'acquisition en 2022 de Tivoly, groupe d'outillage leader dans la production d'outils coupants pour l'industrie, les professionnels et les particuliers.